# Rio Chindwin
O Chindwin em Monywa
O rio Chindwin (ou Ningthi) é um rio de Mianmar, e o principal afluente do rio Irauádi. O seu nome também é transliterado como Chindwinn.